# الدرديحة (حرض)

تعديل مصدري - تعديل

الدرديحة هي إحدى قرى عزلة العتنة بمديرية حرض التابعة لمحافظة حجة، بلغ تعداد سكانها 187 نسمة حسب تعداد اليمن لعام 2004.